# Aéroport international de Zanzibar
L'aéroport international Abeid Amani Karume de Zanzibar (code IATA : ZNZ • code OACI : HTZA) (swahili : Uwanja wa Ndege wa Kimataifa wa Abeid Amani Karume) est le principal aéroport de l'archipel de Zanzibar, située sur l'île d'Unguja. Il est à environ 5 kilomètres au sud de Zanzibar, la capitale de Zanzibar, et propose des vols vers l'Est de l'Afrique, l'Europe et le Moyen-Orient.
Il a été précédemment dénommé aéroport Kisauni. Il a été rebaptisé en 2010 en l'honneur du premier président de l'île Abeid Amani Karume.

## Situation
| Pemba Arusha Zanzibar Kilimandjaro Dar Es Salam Bukoba Dodoma Iringa Kigoma Lac Manyara Mafia Mpanda Mtwara Musoma Mwanza Ngara Songwe Tabora Tanga |

## Terminaux

### Terminal 1
Le terminal 1 est actif pour tous les aéronefs à l'atterrissage. Un nouvel abri à l'entrée de l'aéroport a été mis en place.[citation nécessaire]

### Terminal 2
Étant donné le développement du tourisme et la multiplication des vols a destination de l'île, la construction du deuxième terminal a commencé en janvier 2011 par Beijing Construction Engineering Group. À la fin des travaux, il aura la capacité de servir jusqu'à 1,5 million de passagers par an. Le nouveau terminal devait être opérationnel en 2014, mais les travaux de construction était toujours en cours en août 2015. Une fois terminé, le terminal 1 deviendra le terminal destiné aux vols intérieurs.

## Galerie

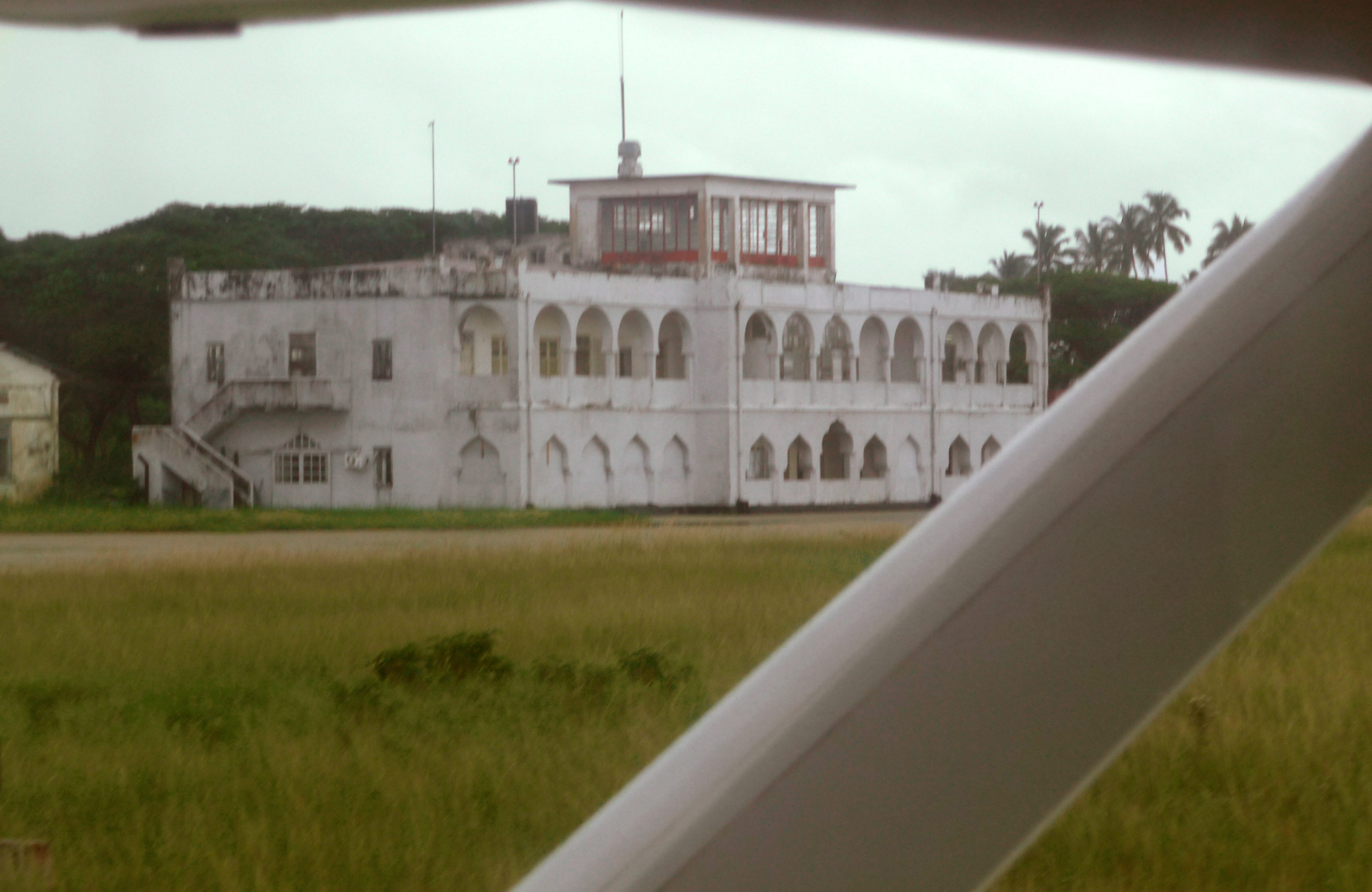
Ancien bâtiment du Terminal
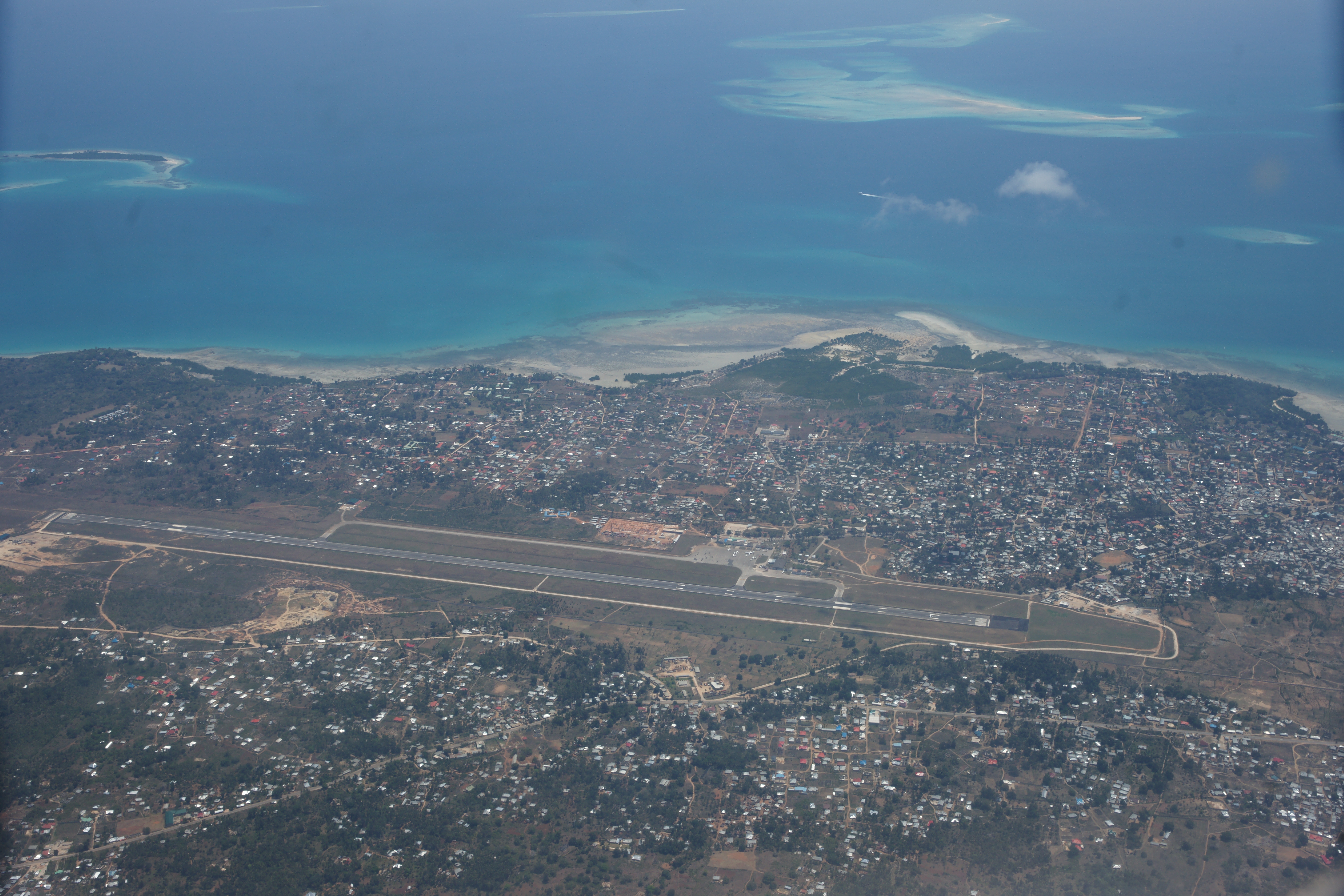
Vue aérienne.
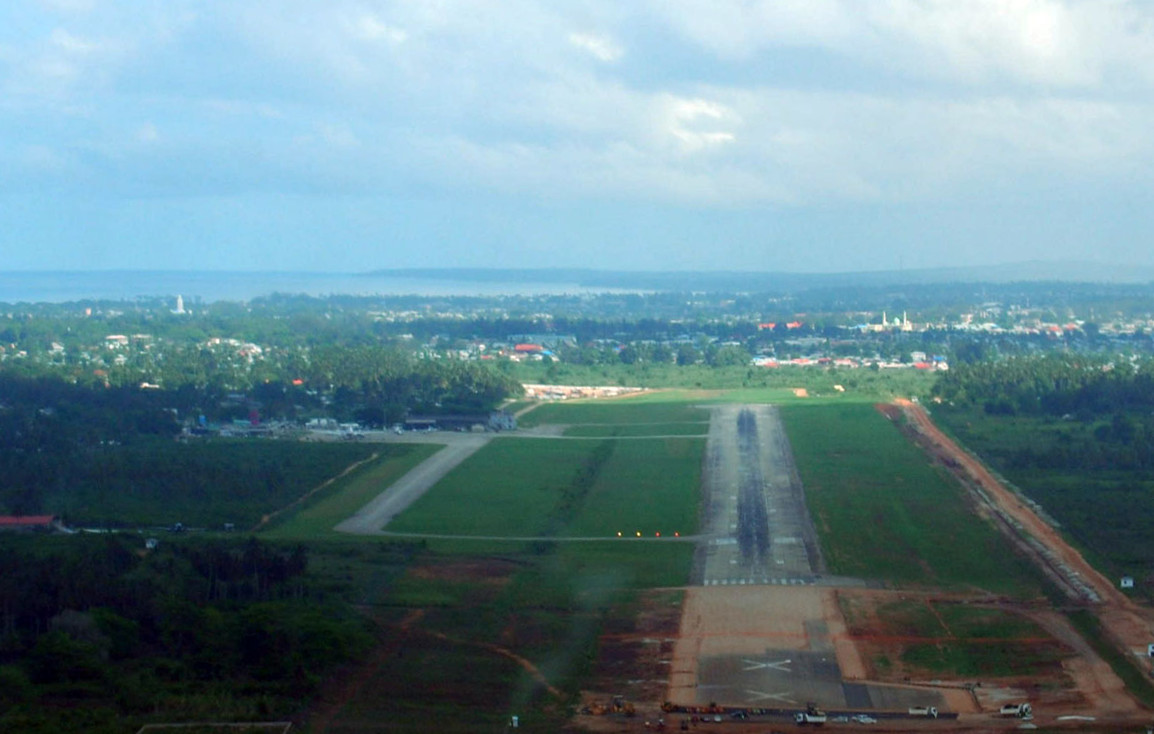
À l'approche de l'aéroport.

## Compagnies aériennes et destinations
| Compagnies            | Destinations |
| --------------------- | --- |
| Air France            | Paris-Charles de Gaulle |
| Air Tanzania          | Dar es Salam-J. Nyerere |
| Arkia                 | En saison : Tel Aviv - Ben Gourion |
| As Salaam Air         | Arusha, Dar es Salam-J. Nyerere, Pemba Karume, Tanga |
| Auric Air             | - Arusha, - Dar es Salam-J. Nyerere, - Entebbe, - Iringa, - Kigali, - Kilimandjaro, - Mara Serena (en), - Île de Mafia (en), - Mikumi, - Pangani, - Pemba Karume, - Ruaha, - Shively Field (Saratoga), - Selous, - Serengeti, - Songea, - Tanga |
| Azur Air              | En saison charter: - Kazan, - Moscou-Vnoukovo, - Novossibirsk-Tolmatchevo, - Rostov-sur-le-Don/Platov, - Saint-Pétersbourg-Poulkovo, - Samara-Kouroumotch                                                                                       |
| Coastal Aviation      | - Arusha, - Dar es Salam-J. Nyerere, - Kilwa Masoko, - Île de Mafia (en), - Lac Manyara (en), - Mwanza, - Pemba Karume, - Seronera, - Tanga |
| Condor                | En saison : Francfort |
| Discover Airlines     | En saison : Francfort |
| Edelweiss Air         | En saison : Zurich |
| Enter Air             | En saison charter : Katowice-Pyrzowice, Poznań (Posnanie)-H. Wieniawski |
| Ethiopian Airlines    | Addis-Abeba Bole, Dar es Salam-J. Nyerere |
| Etihad Airways        | En saison : Abou Dabi |
| Flightlink Limited    | Arusha, Dar es Salam-J. Nyerere, Pemba Karume, Serengeti-Seronera (en) |
| Fly540                | Mombasa-Moi, Nairobi-J. Kenyatta |
| flydubai              | Dubaï |
| FlySafair             | Johannesbourg OR Tambo |
| Global Aviation       | Charter : Johannesbourg OR Tambo |
| Hi Fly                | En saison charter : Lisbonne-H. Delgado |
| Israir                | Tel Aviv - Ben Gourion |
| Kavminvodyavia        | Moscou-Domodédovo |
| Kenya Airways         | Nairobi-J. Kenyatta |
| KLM                   | Amsterdam |
| LOT Polish Airlines   | En saison charter: Prague-Václav-Havel, Varsovie-Chopin |
| Malawian Airlines     | Lilongwe (Kamuzu) |
| Neos                  | En saison : Bologne-Borgo Panigale, Milan-Malpensa, Rome Léonard-de-Vinci/Fiumicino, Vérone - Villafranca |
| Nordwind Airlines     | En saison charter: Moscou Chérémétiévo |
| Oman Air              | Dar es Salam-J. Nyerere, Mascate |
| Precision Air         | Arusha, Dar es Salam-J. Nyerere, Nairobi-J. Kenyatta, Pemba Karume |
| Qatar Airways         | Doha-Hamad |
| Regional Air Services | Arusha |
| Royal Flight          | En saison charter: Kazan, Krasnoïarsk-Iémélianovo, Moscou Chérémétiévo, Novossibirsk-Tolmatchevo, Ancien aéroport de Rostov sur le Don, Saint-Pétersbourg-Poulkovo, Samara-Kouroumotch                                                          |
| Tropical Air          | Dar es Salam-J. Nyerere, Mbeya, Pemba Karume |
| Turkish Airlines      | Istanbul |
| Uganda Airlines       | Entebbe |
| Utair                 | En saison charter: Moscou-Vnoukovo |
| ZanAir                | Arusha, Dar es Salam-J. Nyerere, Pemba Karume, Saadani, Selous |

Édité le 08/11/2017  Actualisé le 12/11/2023

## Statistiques
- Le nombre de vols traitées (2005) : 14 302[5]
- Trafic De Passagers (2005) : 418 814[5]
- Marchandises manutentionnées (2005) : 566 tonnes[5]